# Holyrood (Terre-Neuve-et-Labrador)
Holyrood est une ville de Terre-Neuve-et-Labrador au Canada. Elle est traversée par la route 90 et est l'extrémité nord de la route 62.